# Backstage (serie televisiva)
Backstage è una serie televisiva teatrale e drammatica canadese creata da Jennifer Pertsch e Lara Azzopardi trasmessa in Canada su Family Channel dal 18 marzo 2016 e negli Stati Uniti su Disney Channel dal 25 marzo 2016. Il cast della serie comprende Devyn Nekoda, Alyssa Trask, Josh Bogert, Aviva Mongillo, Matthew Isen e Julia Tomasone. Prodotta dalla Fresh TV.
In Italia un'anteprima di 7 minuti viene trasmesso in esclusiva su Rai Gulp dal 29 agosto al 4 settembre 2016. La trasmissione regolare è andata in onda dal 5 settembre.
Il 10 maggio 2016 è stata annunciata una seconda stagione andata in onda il 28 luglio 2017 nel Regno Unito su Disney Channel e in Italia dal 5 marzo 2018 su Disney Channel. Dal 30 settembre 2017 è disponibile negli Stati Uniti la seconda stagione sulla piattaforma Netflix.
In Canada la seconda stagione è attualmente inedita.

## Trama
Le prove e le tribolazioni degli studenti della Keaton School of the Arts, che comprende ballerini, cantanti, musicisti ed artisti. I personaggi rompono spesso la quarta parete, parlando con gli spettatori nei cosiddetti "confessionali". Con il difficile compito di crescere e imparare a relazionarsi con coetanei amici ma allo stesso tempo rivali, insegnanti spesso molto esigenti e severi. Ma non mancano le storie di amore e amicizia,i litigi,i primi amori...

## Episodi
| Stagione         | Episodi | Prima TV Canada | Prima TV Italia |
| ---------------- | ------- | --------------- | --------------- |
| Prima stagione   | 30      | 2016            | 2016            |
| Seconda stagione | 30      | 2018            | 2018            |

## Interpreti
- Vanessa interpretata da Devyn Nekoda
- Carly interpretata da Alyssa Trask
- Miles interpretato da Josh Bogert
- Alya interpretata da Aviva Mongillo
- Jax interpretato da Matthew Isen
- Bianca interpretata da Julia Tomasone
- Jenna interpretata da Adrianna Di Liello
- Sasha interpretato da Colin Petierre
- Scarlett interpretata da Mckenzie Small
- Kit interpretata da Romy Weltman
- Denzel (stagione 1) interpretato da Isiah Hall
- Julie interpretata da Kyal Legend
- Park interpretato da Chris Hoffman
- Helsweel interpretata da Jane Moffat
- Beckett interpretato da Thomas L. Colford (stagione 2)

## Produzione
Gli attori della serie sono tutti veri ballerini e musicisti che incarnano il vero spirito delle arti dello spettacolo. I registi della serie includono i migliori registi di video musicali come RT!, il regista X, Wendy Morgan e Warren Sonoda, nonché Mario Azzopardi e Lara Azzopardi. La prima stagione è formata da 30 episodi.
Il 10 maggio 2016 stato annunciato il rinnovo per una seconda stagione di 30 episodi, trasmessi dal 2017 su Family Channel in Canada. Il 30 settembre 2017, il cast della serie ha rivelato sui social media che l'intera seconda stagione era stata ripresa da Netflix.